# البلديات والمجتمعات في اليونان
 البلديات والمجتمعات في اليونان ((باليونانية: δήμοι)‏ هي أدنى مستوى من الحكومة داخل الهيكل التنظيمي في اليونان. منذ إصلاحات خالكراتيس (Kallikratis Plan
) 2011 ، كان هناك 325 بلدية. تشكل 13 منطقة أكبر وحدة حكومية تحت الولاية. يوجد ضمن هذه المناطق 74 منطقة من المستوى الثاني تسمى الوحدات الإقليمية. ثم يتم تقسيم الوحدات الإقليمية إلى بلديات. يمكن تقسيم البلديات الجديدة إلى وحدات بلدية (δημοτικές ενότητες، dimotikes enotites، البلديات القديمة)، والتي تنقسم إلى بلديات محلية (δημοτικές κοινότητες، dimotikés koinótites) أو مجتمعات محلية (τοπικές κοινότητες، topikés koinótites).

## الأحكام الدستورية للمجتمعات والبلديات
تحدد المادة 102 من الدستور اليوناني تفويض البلديات والمجتمعات وعلاقتها بالولايات الأكبر:
- تمارس البلديات والمجتمعات المحلية إدارة الشؤون المحلية بشكل مستقل.
- يتم انتخاب قيادة البلديات والمجتمعات عن طريق الاقتراع العام والسري.
- يجوز للبلديات طواعية أو تكلف بموجب القانون بالعمل معا لتوفير خدمات معينة، ولكن يحكم هذه الشراكات ممثلين منتخبين من المجموعات المشاركة.
- تشرف الحكومة اليونانية الوطنية على الهيئات الحكومية المحلية، ولكنها لا تتدخل في أي مبادرات أو أعمال محلية.
- مطلوب من الدولة توفير الأموال اللازمة للوفاء بولاية الوكالات الحكومية المحلية.

## تنظيم المجتمعات والبلديات

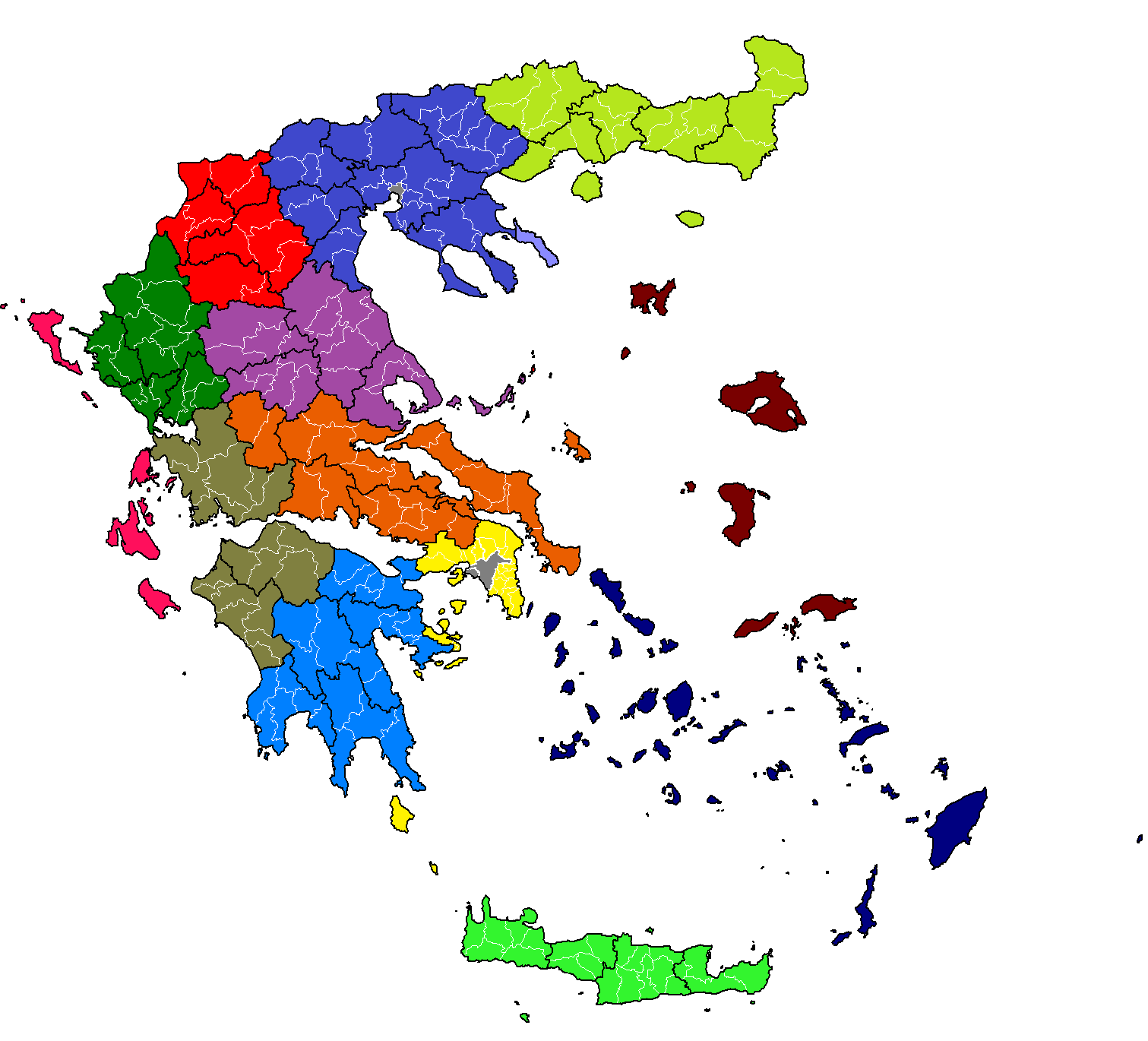
التقسيم الإداري في اليونان بعد إصلاح "خالكراتيس": كل لون يدل على المنطقة، يتم تحديد الوحدات الإقليمية باللون الأسود، والبلديات باللون الأبيض.

## روابط خارجية
- "Devolution in Austria" (PDF). مؤرشف من الأصل (PDF) في 2007-06-09.
- Structure and Operation of Local and Regional Democracy in Greece
- Recent Administrative Reforms in Greece: Attempts Toward Decentralization, Democratic Consolidation and Efficiency
- CityMayors article